# Amaranthaceae
Штиреви или лободњаче (Amaranthaceae) су породица скривеносеменица из реда Caryophyllales. Обухвата 160 родова са око 2.400 врста.